# Brachyrhabdus bifasciatus
Brachyrhabdus bifasciatus là một loài bọ cánh cứng trong họ Cerambycidae.